# 左家塘街道
左家塘街道，是中华人民共和国湖南省长沙市雨花区下辖的一个乡镇级行政单位。

## 行政区划

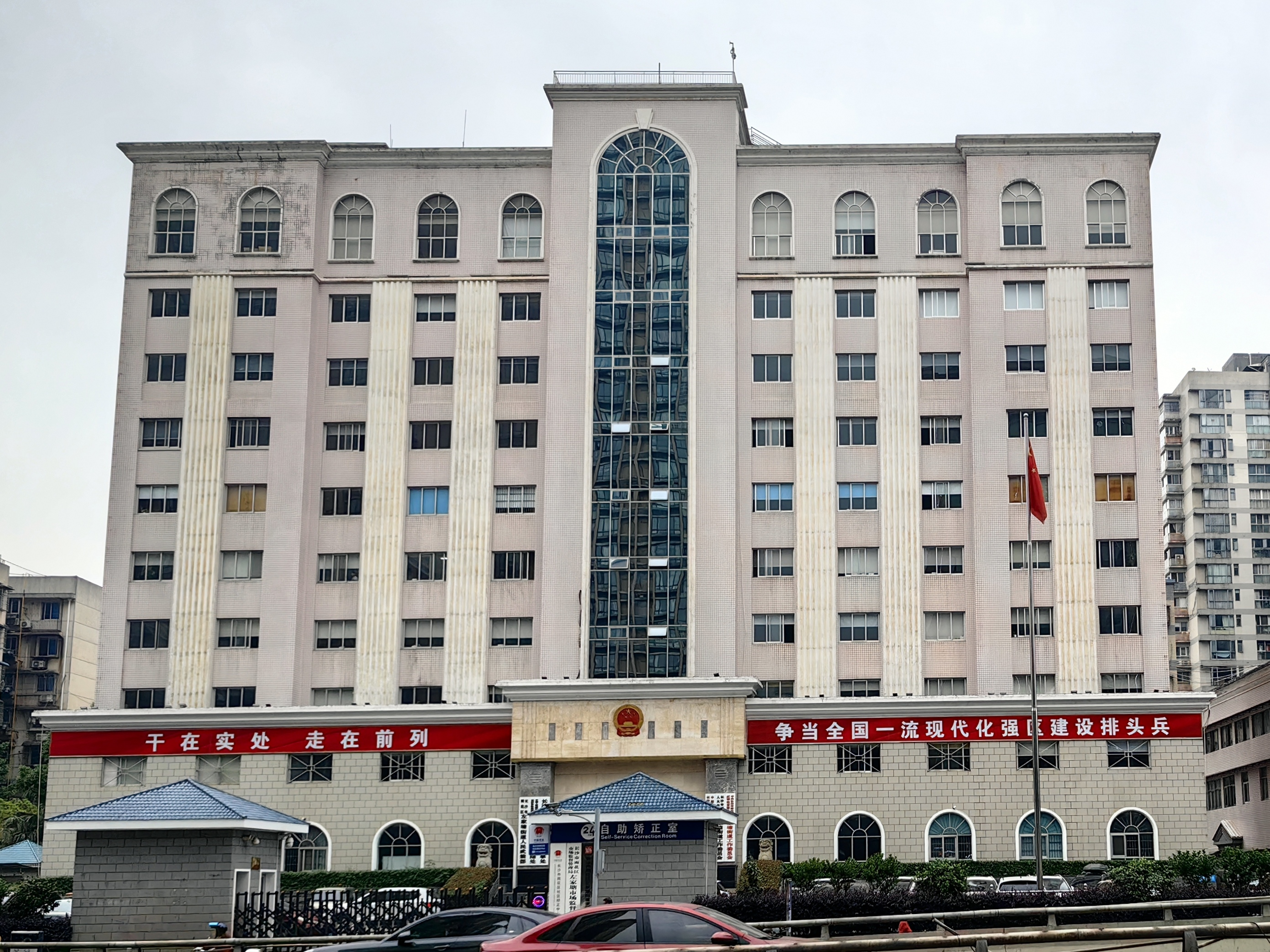
左家塘街道办事处

左家塘街道下辖以下地区：
狮子山社区、左家塘社区、桂花社区、赤岗社区、树木岭社区、荷叶塘社区、曹家坡社区、官塘冲社区、红花坡社区、牛角塘社区、长钢社区、王公塘社区、阿弥岭社区、曙光社区、湖橡社区、窑岭社区、长岭社区和营山巷社区。